# Piceophylus keltoni
Piceophylus keltoni är en insektsart som beskrevs av Schwartz och Schuh 1999. Piceophylus keltoni ingår i släktet Piceophylus och familjen ängsskinnbaggar. Inga underarter finns listade i Catalogue of Life.